# Roland Schwarz
Roland Schwarz (Mosca, 14 agosto 1996) è un lottatore tedesco specializzato nella lotta greco-romana.

## Biografia

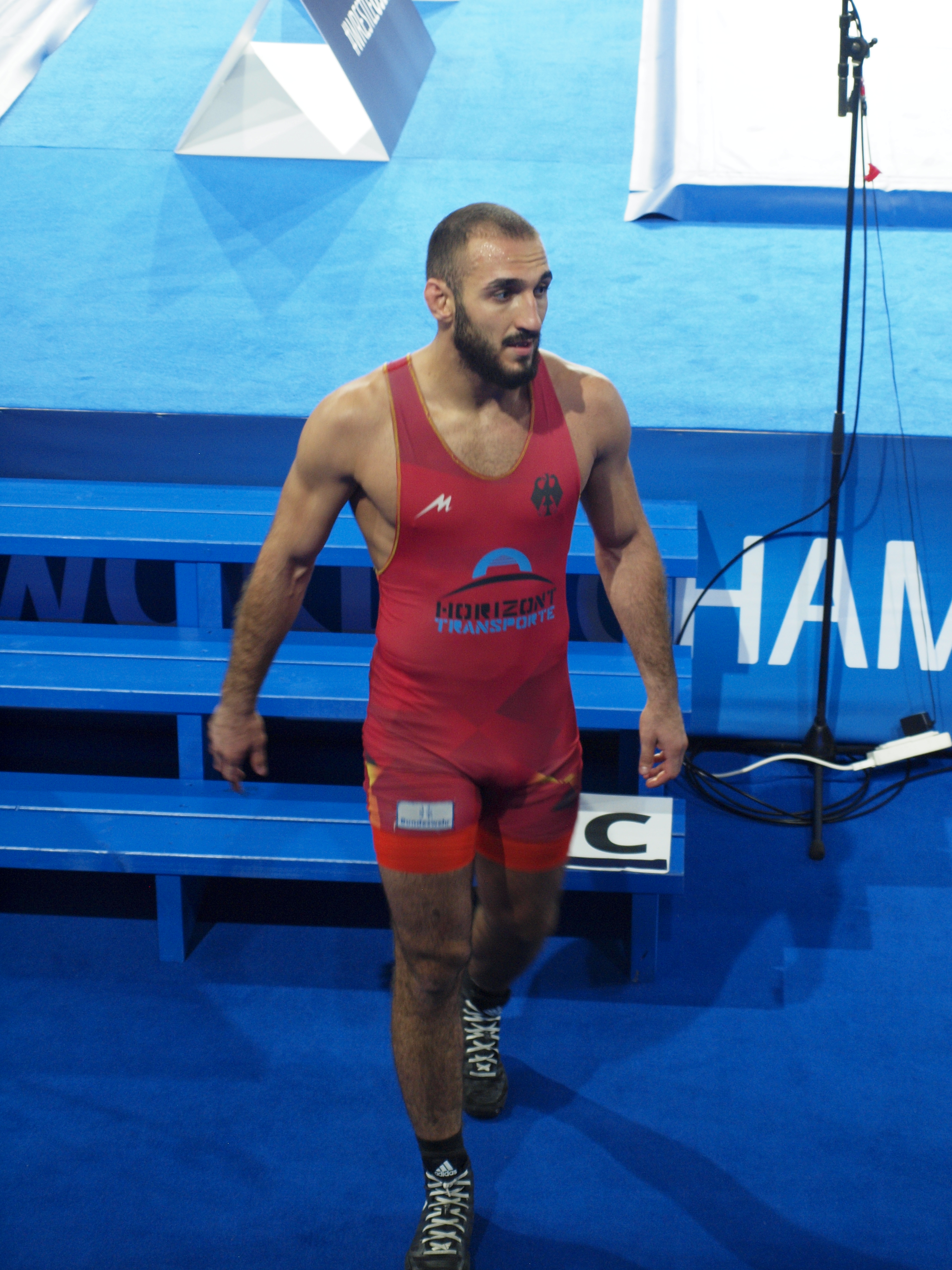
Roland Schwarz ai mondiali di Oslo 2021.

Ha vinto la medaglia d'argento nella lotta greco romana ai Europei di Bucarest 2019 nella categoria 77 chilogrammi. Ceceno per nazionalità.
Ha vinto il bronzo alla Coppa del mondo individuale di Belgrado, competizione che ha preso il posto dei mondiali del 2020, annullati a causa dell'insorgere emergenza sanitaria, conseguenza della pandemia di COVID-19.
Ai mondiali di Oslo 2021 ha vinto la medaglia di bronzo nel torneo dei 77 kg, superando il kirghiso Kairatbek Tugolbaev al secondo turno dei ripescaggi e il bielorusso Tsimur Berdyieu, nella finel per il terzo gradino del podio; era stato estromesso dal tabellone principale ai quarti dall'azero Sənan Süleymanov, poi vincitore dell'argento, dopo aver superato il sudcoreano Noh Yeong-hun ai sedicesimi e il moldavo Alexandrin Guțu agli ottavi.

## Palmarès
| Anno | Manifestazione    | Sede       | Evento | Risultato | Note |
| ---- | ----------------- | ---------- | ------ | --------- | ---- |
| 2012 | Europei cadetti   | Katowice   | 76 kg  | 16º       |      |
| 2013 | Mondiali cadetti  | Zrenjanin  | 76 kg  | 20º       |      |
| 2016 | Europei junior    | Bucarest   | 74 kg  | 5º        |      |
| 2016 | Mondiali junior   | Mâcon      | 74 kg  | 27º       |      |
| 2018 | Europei           | Kaspijsk   | 82 kg  | 5º        |      |
| 2018 | Mondiali militari | Mosca      | 82 kg  | 5º        |      |
| 2018 | Mondiali          | Budapest   | 82 kg  | 7º        |      |
| 2019 | Europei           | Bucarest   | 77 kg  | Argento   |      |
| 2019 | Mondiali          | Nur-Sultan | 77 kg  | 22º       |      |
| 2021 | Mondiali          | Oslo       | 77 kg  | Bronzo    |      |

## Altre competizioni internazionali
2020
- Bronzo negli 82 kg nella Coppa del mondo individuale ( Belgrado)